# Man Overboard
Man Overboard — пісня американського поп-панк гурту Blink-182 з концертного альбому The Mark, Tom, and Travis Show (The Enema Strikes Back!). Проте сама пісня записана у студії. Буда представлена як сингл 2 жовтня 2000 року та досягла 2 місця у чарті US Modern Rock Tracks. На пісню був знятий відеокліп, який був представлений у 2000 році.

## Значення
Слова "So sorry, it's over" повторюються декілька разів у пісні, та вони є відсилкою до іншої пісні гурту під назвою "Untitled". Пісня Untitled, як вважається, присвячена барабанщику гурту Скотту Рейнору, який перед цим пішов з колективу.

## Список пісень
Автор музики і слів Blink-182. 
| Man Overboard Single CD | Man Overboard Single CD            | Man Overboard Single CD |
| #                       | Назва                              | Тривалість              |
| ----------------------- | ---------------------------------- | ----------------------- |
| 1.                      | «Man Overboard»                    | 2:46                    |
| 2.                      | «13 Miles» (Live)                  | 2:09                    |
| 3.                      | «Words of Wisdom» (Teaser version) | 3:01                    |

| Man Overboard Single DVD | Man Overboard Single DVD | Man Overboard Single DVD |
| #                        | Назва                    | Тривалість               |
| ------------------------ | ------------------------ | ------------------------ |
| 1.                       | «Man Overboard» (Відео)  | 3:03                     |
| 2.                       | «Adam's Song» (Відео)    | 4:22                     |

- Концертний запис зроблено в Bill Graham Civic Auditorium, Сан-Франциско 4 листопада 1999 року.

## Чарти
| Чарт (2000)                         | Місце |
| ----------------------------------- | ----- |
| U.S. Modern Rock Tracks             | 2     |
| Billboard Hot 100                   | 117   |
| Australian Singles Chart            | 40    |
| Canadian RPM Rock/Alternative Chart | 19    |
| New Zealand Singles Chart           | 49    |